# برنامج تحدي وإنجاز
أطلقت اللجنة المنظمة لاحتفالات اليوم الوطني لدولة قطر شبكة برامجية اتسمت بالتنوع خلال احتفالات عام 2020 شملت برنامج استوديو الدوحة وبرنامج سعة خاطر وبرنامج تحدي وإنجاز وبرنامج 360 وياك، وقدّمت هذه الشبكة البرامجية خلال الفترة الممتدة من 14 إلى 19 ديسمبر 2020.
برنامج تحدّي وإنجاز هو برنامج مسابقات تفاعلي ثقافي شبابي بث عبر قناة دوحة 360 ومنصاتها الإعلامية المختلفة وهو أحد البرامج التي أطلقتها اللجنة المنظّمة لاحتفالات اليوم الوطني بمناسبة اليوم الوطني للدولة 2020.
البرنامج من تقديم السيد عادل لامي الدهيم، وقد شهد منافسات قوية بين الطلاب من الجنسين من عدة مدارس بدولة قطر، وهو ما يعزّز الحسّ الوطني ويدعم الشخصيّة الوطنيّة المستقلّة لديهم، فضلاً عن تنمية آفاق الوعي الثقافي في وجدانهم من خلال فكرة البرنامج الثقافيّة الداعمة للتفاعل في هذا الشأن.